# NGC 329
NGC 329 (другие обозначения — MCG −1-3-48, PGC 3467) — спиральная галактика (Sb) в созвездии Кит.
Этот объект входит в число перечисленных в оригинальной редакции Нового общего каталога.
Составляет пару с галактикой NGC 327 на расстоянии 3.8 угловой минуты. Входит в группу галактик. 